# Lepthyphantes sbordonii
Lepthyphantes sbordonii este o specie de păianjeni din genul Lepthyphantes, familia Linyphiidae, descrisă de Brignoli, 1970.
Este endemică în Iran. Conform Catalogue of Life specia Lepthyphantes sbordonii nu are subspecii cunoscute.